# ألان فرانكو
ألان فرانكو (بالإسبانية: Alan Franco)‏ (11 أكتوبر 1996 في الأرجنتين - ) هو لاعب كرة قدم أرجنتيني في مركز الدفاع.

## مسيرته الكروية
لعب ألان فرانكو خلال مسيرته الاحترافية مع نادِ واحدٍ في أربعة مواسم ولم يسجل خلالها أي هدف ضمن 69 مباراة. ولم يفز بأي موسم بالكأس أو بالدوري.
خاض ألان فرانكو مسيرته مع نادي إنديبندينتي في موسم 2016–17 ليلعب معه أربعة مواسم، مشاركًا في 69 مباراة ولم يسجل أي هدف.

## وصلات خارجية
- ألان فرانكو على موقع إي إس بي إن إف سي (الإنجليزية)
- ألان فرانكو على موقع قاعدة بيانات كرة القدم.إي يو (الإنجليزية)
- ألان فرانكو على موقع ناشيونال فوتبول تيمز (الإنجليزية)
- ألان فرانكو على موقع Soccerway.com (الإنجليزية)